# Castillo de la Encomienda (Socovos)
El castillo de la Encomienda es una construcción militar situada en el municipio español de Socovos (Albacete).

## Historia
Es de origen musulmán y fue edificado en el siglo XII.
Tras su reconquista por parte de las tropas cristianas en tiempos de Fernando III pasó a la Orden de Santiago,  a mediados del siglo XIII.
Fue reformado en el siglo XVI en tiempos de Felipe II.

## Descripción
La fortaleza, formada por un recinto exterior de planta poligonal aún conserva diversas torres de planta cuadrangular, a modo de cubos, que en algunos casos refuerzan el recinto exterior. Destaca también, por su tipología, la presencia de una torre almohade de planta poligonal, única en la provincia.

## Conservación
A pesar de haber sido declarado Bien de Interés Cultural, bajo la protección de la declaración genérica del Decreto de 22 de abril de 1949, y la Ley 16/1985 sobre el Patrimonio Histórico Español, se encontraba en estado de abandono.
En 2006 fue adquirido por la corporación municipal.
El Ayuntamiento, con el apoyo de la Junta de Comunidades de Castilla-La Mancha, elaboró un plan director donde se recogían las actuaciones que debían realizarse en el castillo para su puesta en valor.
En noviembre de 2007 se iniciaron obras de restauración.